# KBR
KBR, Inc. — американская инженерно-строительная и сервисная компания. Один из ведущих подрядчиков Министерства обороны США. Образована в результате слияния строительных подразделений групп Halliburton и Dresser Industries (англ.) — компаний Brown & Root и M.W. Kellogg, после поглощения группой Halliburton группы Dresser Industries. Во втором квартале 2007 года было завершено выделение компании KBR из группы Halliburton.

## История

### История компании M.W. Kellogg
Компания M.W. Kellogg была основана Моррисом Вудрафом Келлогом (англ. Morris Woodruff Kellogg) в Нью-Йорке в 1901 году. В 1905 году компания была преобразована в корпорацию, и её главный офис переведён в Джерси-Сити (штат Нью-Джерси, США). В 1970 году компания перевела свою штаб-квартиру в Хьюстон (штат Техас, США).
Первоначально основным бизнесом компании M.W. Kellogg было строительство электростанций. Затем она расширила свой профиль деятельности, занявшись строительством нефтеперерабатывающих установок по заказу корпораций Texas Company (Texaco) и Standard Oil of Indiana.
В 1970-х годах M.W. Kellogg стала первой западной строительной компанией, получившей строительный подряд в КНР. Компания построила крупные комплексы по производству аммиачных удобрений в КНР, Индонезии и Мексике, завод по сжижению природного газа (СПГ) в Алжире, два регазификационных терминала в США, один из крупнейших в мире заводов по производству сжиженных углеводородных газов в Кувейте и др.
В 1987 году компания M.W. Kellogg приобретена американской группой Dresser Industries.

### История компании Brown & Root
Компания была основана в 1919 году братьями Германом (Herman) и Джорджем (George) Браунами (Brown), а также женой Германа — Маргарет Рут (Margaret Root) и её братом Дэном Рутом (Dan Root). Отсюда и название компании Brown & Root. Первый крупный контракт был получен в 1922 году на восстановление 4 мостов в Техасе, смытых наводнением.
Brown & Root в годы Великой депрессии сильно ослабла, — дошло до того что в 1932 году вынуждена была заниматься вывозом мусора в Хьюстоне. В декабре 1936 года Brown & Root получила контракт на строительство дамбы Маршалл-Форд на техасской реке Колорадо. Следующим проектом стало строительство военной базы в Корпус-Кристи (Техас) стоимостью 90 млн долларов. Сотрудничество с Министерством обороны США во время Второй мировой войны продолжилось заказом на строительство военных кораблей; для этого было создано новое судостроительное подразделение Brown Shipbuilding Company. За годы войны компания построила около 700 кораблей на сумму в 500 млн долларов.
По результатам Второй мировой войны Brown & Root стала одной из крупнейших строительных компаний США, уже в 1946 году были получены контракты на восстановление Гуама, строительство нескольких промышленных предприятий, а в следующем году — на строительство первой в мире нефтедобывающей платформы в открытом море. Международная экспансия началась в 1951 году с Канады, в следующем году был получен контракт в Венесуэле, в 1958 году — в Таиланде (плотина Бхумибол) и Австралии (гидрокомплекс Сноуи). Также в 1951 году компания освоила новое для себя направление — строительство крупных нефтехимических комплексов, один для Celanese Corporation в 1951 году, второй для Union Carbide в 1952 году. В 1960 году компания была выбрана в качестве подрядчика для проекта «Мохол», а в 1961 году — для проектирования и строительства космического центра в Техасе.
Герман Браун умер от разрыва сердца в ноябре 1962 года. Именно тогда встал вопрос о приобретении Brown & Root нефтесервисной компанией Halliburton. Сделка стоимостью 32,6 млн долларов была оформлена в конце 1962 года. С этого времени для Brown & Root возросла роль проектов в нефтегазодобывающей отрасли. В частности в 1966 году она осуществила строительство двух подводных нефтепроводов, один в Северном море, другой у берегов Кувейта.
Конец 1970-х годов был отмечен для компании юридическими проблемами, её обвиняли в картельном сговоре (штраф составил 90 млн долларов) и в завышении стоимости контракта на строительство АЭС Саус-Тексас (в 1985 году компании пришлось заплатить по иску 750 млн долларов). Из крупных проектов того периода были тоннель Эйзенхауэра в штате Колорадо и первая в мире башенная платформа на оттяжках в Мексиканском заливе. В конце 1980-х годов были куплены инженерно-строительные компании Howard Humphreys и CF Braun, открыты филиалы в Восточной Европе, реализованы проекты в Китае и Кувейте. В 1992 году KBR получила первый контракт на снабжение и обеспечение деятельности армии США по программе Logistics Civil Augmentation Program — LOGCAP. В 1998 году после слияния Halliburton и Dresser Industries были объединены и их строительные дочерние структуры, Kellogg и Brown & Root, в результате образовалась Kellogg Brown & Root (KBR).

### История компании KBR Inc.
В 1996 году KBR заключила контракт на обеспечение деятельности сил SFOR на Балканах. В 1999—2000 годах KBR принимала участие в строительстве военной базы США Кэмп-Бондстил на территории Косово.
В 2001 году KBR заключила контракт LOGCAP III на снабжение и обеспечение деятельности армии США по программе Logistics Civil Augmentation Program, который продолжался до 2007 года. Четвёртый контракт (с 2007 года) был поделен между тремя компаниями, KBR, DynCorp и Fluor Corporation.
KBR принимает активное участие в снабжении и обеспечении группировки войск ISAF в Афганистане в ходе войны в Афганистане, при этом часть сотрудников являются жителями Афганистана.
KBR принимала активное участие в снабжении и обеспечении группировки американских войск в Ираке в ходе войны в Ираке. В первой половине 2007 года, в Ираке находилось свыше 50 тыс. сотрудников KBR (из них, лишь около 14 тыс. являлись гражданами США). По состоянию на начало 2008 года, в Ираке находилось свыше 54 тыс. сотрудников KBR. По состоянию на начало февраля 2008 года, 97 сотрудников KBR были убиты в Ираке, неустановленное количество было ранено. В дальнейшем потери продолжались.
В 2008 году KBR работала на территории Грузии.
С 2002 года компания активно работает на территории России, имея не менее 2-х подразделений в Москве и Ленинградской области.

## Деятельность компании
Выручка компании за 2021 год составила 7,34 млрд долларов, из них 70 % пришлось на Правительство США (в основном Министерство обороны и НАСА), 7 % — на Правительство Великобритании. Предприятия компании имеются в США, Великобритании, Австралии, Индии, Саудовской Аравии и Бахрейне.
Подразделения компании по состоянию на 2021 год:
- Правительственные подряды — выполнение подрядов для правительств США, Великобритании и Австралии, включая научно-исследовательскую работу, создание прототипов, тестирование и проверку, закупку товаров и др.; основной специализацией является оборонная и аэрокосмическая отрасли; 84 % выручки.
- Экологичные технологии — решения в сферах производства удобрений, нефтепереработки, нефтехимии, химического производства и энергосберегающих технологий; 16 % выручки.